# Роберт Фалмер
Роберт Фалмер (англ. Robert M. Fulmer) — автор історичної періодизації менеджменту. Зараз є академічним директором Duke Corporate Education і почесним професором Коледжу Вільяма і Мері. Спеціаліст зі стратегічного розвитку лідерства, він є автором або співавтором понад 150 статей (у таких періодичних виданнях, як Harvard Business Review, MIT Sloan Management Review, Wall Street Journal і Business Week) та майже 40 бізнес-книг, монографій і видань (Зростання лідерів вашої компанії, інвестиції в лідерство та перевага лідерства).

## Наукова діяльність
Як академік він обіймав спеціальні кафедри в Trinity, William & Mary та Pepperdine, викладав менеджмент і лідерство в Колумбійському університеті та університеті Еморі, а також був запрошеним науковцем в MIT. Він відповідав за всесвітній розвиток менеджменту в Allied-Signal, був президентом двох консалтингових фірм і проводив семінари у 26 країнах на п'яти континентах.
Він є членом Академії менеджменту, Південної асоціації менеджменту та Всесвітньої бізнес-академії. Його остання книга «Нові прибульці в раю».

## Книги
- The New Marketing;
- Supervision: Principles of Professional Management, Jan 1, 1976;
- The Leadership Advantage: How the Best Companies Are Developing Their Talent to Pave the Way for Future;
- Growing Your Company's Leaders: How Great Organizations Use Succession Management to Sustain Competitive Advantage;
- The Leadership Investment: How the World's Best Organizations Gain Strategic Advantage through Leadership Development;
- The new management Jan 1, 1974;
- Leadership by Design May 6, 1998;
- A practical introduction to business Jan 1, 1975;
- Exploring the New Management Apr 1, 1983;
- Practical human relations (The Irwin series in management and the behavioral sciences) Jan 1, 1977;
- Supervision: Principles of Professional Management Jan 1, 1982;
- Management and Organization: An Introduction to Theory and Practice (Barnes & Noble Outline Series) Jan 1, 1979[2]